# Adolf II. (Nassau-Wiesbaden-Idstein)

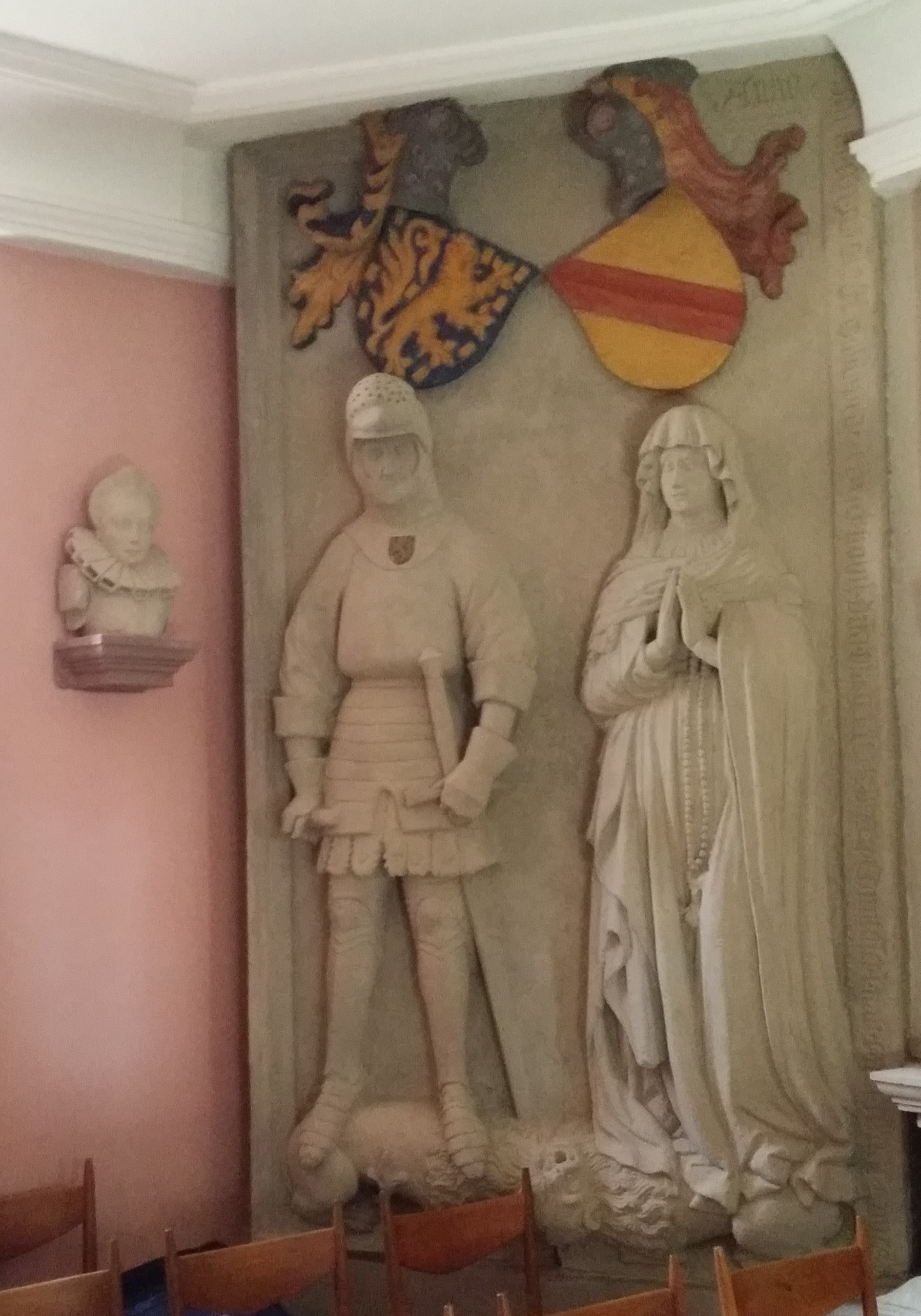
Adolf II. von Nassau-Wiesbaden-Idstein und Margaretha von Baden (Grabdenkmal in der Unionskirche Idstein)

Adolf II. (* 1386; † 26. Juli 1426) war Graf von Nassau-Wiesbaden-Idstein.

## Familie
Er war der einzige Sohn des Grafen Walram IV. von Nassau-Wiesbaden-Idstein (1354–1393) und dessen Frau Bertha von Westerburg († 24. März 1418). Sein Onkel war als Johann II. von 1397 bis 1419 Kurfürst und Erzbischof von Mainz. Graf Adolfs einzige Schwester war seit 1398 mit Graf Heinrich VII. von Waldeck verheiratet.
Er selbst heiratete am 1. März 1418 Margaretha von Baden (* 25. Januar 1404; † 7. November 1442), eine Tochter von Markgraf Bernhard I. von Baden (1364–1431). Aus der Ehe gingen folgende Kinder hervor:
- Johann (1419–1480), Nachfolger des Vaters als Graf von Nassau-Wiesbaden-Idstein
- Anna (1421–1465) heiratete 1438 Eberhard III. von Eppstein († 1466), Sohn von Eberhard II. von Eppstein
- Adolf (um 1423–1475), Erzbischof Adolf II. von Mainz (1461–1475)
- Walram (um 1426)
- Agnes († 13. Juni 1485) heiratete um 1451 Konrad VII. von Bickenbach († 1483)

## Leben
Adolf II. folgte seinem Vater 1393 in der Regierung der Grafschaft. Seit 1404 war er oberster Amtmann der mainzischen Besitzungen in Hessen. Nach seinem Tod 1426 übernahm seine Witwe die Vormundschaft für ihre unmündigen Kinder.

## Besonderheit des Grabdenkmals
1632 oder 1650 wurden die Grabmale der nassauischen Grafen und ihrer Verwandten in der inzwischen zur Ruine gewordenen Kirche des ehemaligen nassauischen Hausklosters Klarenthal abgebaut und in der damals bedeutendsten Kirche Wiesbadens, der Mauritiuskirche, aufgestellt. Sie wurden bei deren großem Brand 1850 ausnahmslos zerstört. Das Idsteiner Grabdenkmal Adolfs II. von 1426, die Arbeit eines anonymen, in Mainz ansässigen Meisters, ist dadurch das älteste erhaltene Grabmonument eines Wiesbaden-Idsteiner Regenten.